# Andrés Latorre
Andrés Felipe Latorre (Montevideo, 16 agosto 1781 – Durazno, 5 novembre 1860) è stato un militare uruguaiano.
Si distinse sotto il comando di José Gervasio Artigas nelle prime fasi della guerra d'indipendenza argentina, partecipando alla vittoriosa battaglia di Las Piedras nel 1811. In seguito fu fedele al caudillo orientale nella sua lotta contro l'unitarismo dei governi di Buenos Aires; nel 1815, su ordine di Artigas, si recò a Santa Fe, dove depose il governatore Díaz Vélez e favorì l'elezione al suo posto del federalista Francisco Antonio Candioti.
Durante l'invasione luso-brasiliana fu al comando delle truppe orientali nella battaglia del Catalán e in quella di Tacuarembó, nella quale le sue forze furono sbaragliate dal nemico; lui stesso si salvò a fatica con pochi uomini dal massacro, che fu l'ultimo tentativo di resistenza all'occupazione dell'esercito luso-brasiliano. Dopo la disfatta, Latorre raggiunse Artigas e lo affiancò nella sua guerra contro Francisco Ramírez, che si concluse anch'essa con la sconfitta.
Dopo lo sbarco dei Trentatré Orientali partecipò nelle file dell'esercito repubblicano alle battaglie di Sarandí, Ituzaingó e Camacuá durante la guerra argentino-brasiliana. In seguito fu nominato da Manuel Oribe comandante militare di Durazno; quando la sollevazione di Fructuoso Rivera costrinse il presidente all'esilio, Latorre lo seguì a Buenos Aires. Il tentativo di tornare in Uruguay con il generale Pascual Echagüe fu frustrato dalla sconfitta nella battaglia di Cagancha del 1839.
Esiliato nuovamente ad Entre Ríos, Latorre si pose ancora a servizio di Oribe e vi rimase fino al termine del lungo conflitto civile che fu chiamato “Guerra Grande”, che si concluse nel 1852. Morto a Durazno nel 1860, i suoi resti furono traslati dieci anni più tardi al Panteon Nazionale di Montevideo.